# Bassaniodes ovcharenkoi
Bassaniodes ovcharenkoi is een spinnensoort uit de familie van de krabspinnen (Thomisidae).
De wetenschappelijke naam van de soort werd in 1990 als Xysticus ovcharenkoi gepubliceerd door Joeri Michailovitsj Maroesik en Dmitri Viktorovich Logunov.